# Horní Loděnice
Horní Loděnice, bis 1949 Německá Loděnice (deutsch Deutsch Lodenitz) ist eine Gemeinde in Tschechien. Sie liegt sieben Kilometer nordöstlich von Šternberk und gehört zum Okres Olomouc.

## Geographie
Horní Loděnice erstreckt sich in der zum Niederen Gesenke gehörenden Domašovská vrchovina (Domstadtler Bergland) an der Einmündung des Baches Dalovský potok im Tal des Trusovický potok. Südöstlich erheben sich die Rýžoviště (603 m) und Vyhlídka (623 m) sowie im Südwesten der Oldřichovský kopec (627 m). Durch den Ort führt die Staatsstraße I/46 von Olomouc und Opava. Gegen Südwesten befindet sich ein Windpark.
Nachbarorte sind Krahulčí im Norden, Ondrášov im Nordosten, Sedm Dvorů und Nová Véska im Osten, Domašov nad Bystřicí im Südosten, Hraničné Petrovice im Süden, Těšíkov, Stachov, Lipina und Nové Dvorce im Südwesten, Chabičov und Horní Žleb im Westen sowie Dalov im Nordwesten.

## Geschichte
Die erste schriftliche Erwähnung des Ortes erfolgte 1296 in einer Auflistung der zur Pfarrkirche St. Georg in Sternberg gehören Dörfer. Im Jahre 1314 überließ das Kloster Hradisko Diwisch von Sternberg eine Hälfte von Lodyenycz Superior zur lebenslangen Nutzung. Die andere Hälfte übereignete Albrecht von Sternberg 1358 dem Bolek von Bystřice. Als Peter Holický von Sternberg 1397 die Herrschaft Sternberg testamentarisch Peter von Krawarn überließ, war auch Lodyenycz unter deren Zubehör aufgeführt. Das Kloster führte wegen seiner Hälfte sowie den Besitzrechten an Pustá Loděnička und dem Wald Ratnov einen langen Streit gegen den angeblichen Erben Marquart von Sternberg, der 1407 schließlich vor dem Landesgericht zugunsten Peter von Krawarns entschieden wurde. Seit 1410 ist ein Erbrichter in Lodyenicz nachweisbar. Ab 1480 wurde das Dorf als Loděnice, ab 1517 als Německá Lodějnice, ab 1561 als Lodnitz, ab 1599 als Deutsche Lodnitz, Teutsch Lodnitz und Německá Loděnice, ab 1751 als Deutsch Lodenitz und 1771 als Lodnitium bezeichnet. Karl II. von Münsterberg, der 1570 durch Heirat an die Herrschaft Sternberg gelangt war, ließ nach 1570 in Loděnice eine evangelische Pfarre einrichten. Nach der Schlacht am Weißen Berg wurde der evangelische Pfarrer 1625 im Zuge der Gegenreformation vertrieben und die Pfarre Teutsch Lodnitz erlosch. Im Jahre 1660 war das Dorf wieder katholisch. Matriken wurden ab 1662 in Domstadtl geführt.
1670 wurde die hölzerne Kirche wiederhergestellt, erweitert und als der Bärner Pfarre unterstehende Filialkirche der Jungfrau Maria geweiht, die ab 1689 auch Matriken führte. Der durch den Dreißigjährigen Krieg eingegangene Eisenerzbergbau wurde 1675 wieder aufgenommen. Im Jahre 1693 erwarb Johann Adam Andreas von Liechtenstein die Herrschaft Sternberg von Herzog Silvius II. Friedrich von Oels. Im Jahre 1741 zogen die Preußen auf dem Weg nach Olmütz durch das Dorf. 1752 wurde die neue Poststraße von Sternberg nach Bärn hergestellt. Während des Siebenjährigen Krieges war die Gegend Schauplatz der Schlacht bei Domstadtl, bei der die österreichischen Truppen unter den Generälen Laudon und Siskowitz am 30. Juni 1758 den von Generalmajor von der Mosel geführten preußischen Verpflegungstross für die Belagerung von Olmütz an sich brachten. Im Zuge der Raabisation ließ die Herrschaft Sternberg 1784 auf den Gründen des aufgelösten Neuhofes (Nový dvůr) die Siedlung Neuhof (Nové Dvorce) anlegen. Der Religionsfonds richtete im selben Jahre in Deutsch Lodenitz eine Lokalkuratie ein und ließ eine Trivialschule eröffnen. Im Jahre 1790 wurde die Kaiserstraße von Olmütz über Deutsch Lodenitz und Bärn nach Opava hergestellt. Während der Napoleonischen Kriege kamen die Eisenerzgruben zum Erliegen, die Wiederaufnahme des Bergbaus erfolgte 1835. 1832 wurde der Ort von einer Choleraepidemie heimgesucht. Die Lokalkuratie Deutsch Lodenitz wurde 1843 zur Pfarre erhoben. 1844 entstand die Reichsstraße Sternberg – Freudenthal. Bis zur Mitte des 19. Jahrhunderts blieb der Ort immer zur Fürstlich Liechtensteinischen Herrschaft Sternberg untertänig.
Nach der Aufhebung der Patrimonialherrschaften bildete Deutsch Lodenitz/Německá Loděnice ab 1850 eine Gemeinde in der Bezirkshauptmannschaft Sternberg. Die Kirche wurde 1858 wegen Bergschäden baupolizeilich gesperrt. Das ebenfalls durch den Bergbau beschädigte Pfarrhaus wurde 1865 durch einen Neubau ersetzt. Durchziehende preußische Truppen schleppten 1866 erneut die Cholera ein. Der Bergbau in den Eisenerzzechen Ferdinand, Libor, Rosalie und Sophie wurde 1876 eingestellt. Ab 1880 ging die Einwohnerzahl stetig zurück. Nach einem verheerenden Dorfbrand gründete sich 1888 eine Freiwillige Feuerwehr. Im Jahre 1890 bestanden in Deutsch Lodenitz zwei Mühlen, drei Schieferbrüche sowie eine Ziegelei. In der ersten Hälfte des 20. Jahrhunderts kamen noch ein Sägewerk und eine genossenschaftliche Molkerei hinzu. Nach dem Ersten Weltkrieg und dem Zusammenbruch der k.u.k. Monarchie gehörte Deutsch Lodenitz ab dem 29. Oktober 1918 zur Provinz Sudetenland und wurde 1919 gegen den Willen der mehrheitlich deutschen Bewohner der Tschechoslowakei zugesprochen. Daraufhin beteiligten sich Einwohner von Deutsch Lodenitz an der Demonstration der Sudetendeutschen am 4. März 1919 in Sternberg, die blutig niedergeschlagen wurde. 1930 hatte das Dorf 681 Einwohner, davon waren 679 Deutsche und zwei Tschechen. 1939 lebten in dem Dorf 679 Personen. Bei der tschechoslowakischen Kommunalwahl von 1938 gewann die Sudetendeutsche Partei.
Nach dem Münchner Abkommen wurde Deutsch Lodenitz am 8. Oktober 1938 dem Deutschen Reich zugeschlagen und dem Landkreis Sternberg zugeordnet. Am 5. Mai 1945 nahm die Rote Armee den Ort ein. Nach dem Ende des Zweiten Weltkriegs kam die Gemeinde wieder zur Tschechoslowakei zurück und die meisten deutschen Bewohner wurden 1946 vertrieben.
Ab 1948 begann eine sozialistische Umgestaltung des Ortes. 1949 wurde Nové Dvorce eingemeindet. Der als anstößig betrachtete Ortsname Německá Loděnice wurde mit Beginn des Jahres 1950 in Anlehnung an den ältesten überlieferten Ortsnamen in Horní Loděnice geändert. Im Zuge der Gebietsreform von 1960 wurde der Okres Šternberk aufgehoben und die Gemeinde dem Okres Olomouc zugeordnet. 1979 erfolgte die Eingemeindung nach Šternberk. Horní Loděnice löste sich 1992 wieder von Šternberk los und bildet seither eine eigene Gemeinde.

## Gemeindegliederung
Für die Gemeinde Horní Loděnice sind keine Ortsteile ausgewiesen. Grundsiedlungseinheiten sind Horní Loděnice (Deutsch Lodenitz) und Nové Dvorce (Neuhof).
Das Gemeindegebiet gliedert sich in die Katastralbezirke Horní Loděnice und Nové Dvorce.

## Sehenswürdigkeiten
- Kirche des hl. Isidor, 1756 entstand anstelle eines hölzernen Vorgängerbaus die steinerne Kirche der Jungfrau Maria. Nach einem Umbau wurde sie 1787 dem hl. Isidor geweiht. Das durch die Eisensteingruben untergrabene und seit 1858 wegen Bergschäden gesperrte Bauwerk wurde nach der Einstellung des Bergbaus einem Generalumbau unterzogen und 1887 wieder geweiht.
- Kreuz vor der Kirche
- Zeugnisse des alten Eisenerzberghauses an der Stelle der früheren Bergsiedlung nördlich der Kirche. Der bis in eine Teufe von 104 m vorgenommene Abbau wurde 1876 stillgelegt. Das Mundloch des Hauptstollens befindet sich südlich der Kirche im Brunnenhaus des Gehöfts Nr. 38. Östlich der Kirche befindet sich eine markante Halde.
- Gedenkstein für die Gefallenen
- Quelle Modrá studánka, westlich des Dorfes